# Gruppo dei Romanisti
Il Gruppo dei Romanisti è un’associazione di diritto privato che ha per scopo istituzionale «contribuire - fuori da ogni condizionamento politico - alla tutela e alla valorizzazione del patrimonio culturale e ambientale e al divenire della città di Roma nel rispetto delle sue tradizioni e della sua funzione storica».
Il Gruppo si è costituito dopo la prima guerra mondiale, inizialmente come un cenacolo spontaneo di studiosi, accademici e cultori della città di Roma, accrescendosi per tappe successive ed acquisendo una fisionomia stabile alla fine degli anni Trenta del XX secolo. Dal 1940 il Gruppo pubblica annualmente il volume Strenna dei Romanisti, che comprende articoli e saggi su argomenti romani, e che viene tradizionalmente consegnato ufficialmente al sindaco di Roma il 21 aprile, nell'anniversario della fondazione di Roma («Natale di Roma»).

## Storia

### Dai Romani della Cisterna al Gruppo dei Romanisti
Durante gli anni venti del secolo XX, alcuni appassionati cultori di Roma usavano incontrarsi regolarmente nella trattoria di Trastevere denominata Osteria della Cisterna dove si riuniva già un'associazione di «Amici della Cisterna», della quale essi furono, quasi naturalmente, i successori.
Questo tipo di aggregazione spontanea, nata nell'ambito di interessi comuni ma senza essere mai istituzionalizzata aveva una storia antica, che fu rinnovata nel XIX secolo, grazie alla moltiplicazione dei caffè. Ne è un esempio la società detta dei «Babbioni», fondata alla fine del Settecento dal matematico Luigi Pessuti che fu uno dei circoli scientifici più noti e accreditati fino a metà Ottocento e che all’epoca della Restaurazione arrivò a contare fino a una quarantina di membri, in gran parte letterati, medici e fisici. Più recente era la «Società della pippa», nata intorno al 1920, per iniziativa del pittore Orazio Amato, composta soprattutto da artisti, e di cui fecero parte i futuri Romanisti Carlo Alberto Salustri (Trilussa) e Jandolo. La nuova congrega della Cisterna era composta da una élite di estimatori delle tradizioni e del dialetto romano operanti nel settore del giornalismo, dello spettacolo, della letteratura e delle arti, settore relativamente omogeneo in un’epoca e in una città che contava meno di un milione di abitanti.
Nel maggio 1929 Giuseppe Ceccarelli (Ceccarius), Vitaliano Rotellini, Franco Liberati, Augusto Jandolo, Carlo Alberto Salustri (Trilussa), Ettore Petrolini, Ignazio Mascalchi e Ettore Veo, decisero di costituire un gruppo che, dopo parecchie riunioni tenute nella galleria d’antiquariato di Jandolo e presso il principe don Francesco Ruspoli, formò il nucleo di quello che nella riunione dell’8 giugno 1929 assumerà ufficialmente come nome «I Romani della Cisterna». L'associazione, per volontà espressa dei fondatori, restò tuttavia non regolamentata, anche se un gruppo ristretto (Jandolo, Liberati e Veo) funzionò da coordinatore delle iniziative e dell’ammissione dei nuovi membri. Molto presto vi furono accolti personaggi in vista dell’amministrazione comunale, come Giuseppe Bottai, governatore di Roma nel 1935-1936, nel periodo in cui erano in corso e si decidevano i grandi cantieri urbani; Antonio Muñoz, ispettore generale alle belle arti del Governatorato di Roma dal 1928 al 1944, o Aroldo Coggiati delegato municipale di Trastevere. La stampa locale dava regolarmente conto delle riunioni che si tenevano secondo un ritmo settimanale sia alla Cisterna sia presso altri esercizi pubblici. Uno degli argomenti d’interesse costante dell’associazione fu quello della conoscenza e della diffusione del dialetto romano. Nell'ottobre del 1931 Ettore Veo annunciò sul Giornale della domenica il progetto di edizione completa dei sonetti di Gioachino Belli, a cura di Giorgio Vigolo, che avrebbe visto la luce nel 1951.Sembra che grazie ai loro legami con l'amministrazione comunale, i Romani della Cisterna abbiano svolto un ruolo non trascurabile per la salvaguardia di alcuni monumenti condannati in un primo tempo a sparire in seguito ai lavori urbanistici degli anni Trenta (Sant’Omobono, San Nicola in Carcere).
Nel 1936 la morte di Petrolini, animatore eccezionale, trasformò la fisionomia del Gruppo che ormai si riuniva regolarmente in via Margutta nello studio d’antiquariato di Jandolo, senza abbandonare tuttavia né la Cisterna, né le altre osterie per le cene sociali. In questo periodo cominciò a entrare in uso il termine «Romanisti», che Marcello Piermattei aveva preferito ad altre definizioni, come «Romani col botto» (Petrolini) o «Romanifili» (Giorgio Pasquali), precisando che non si doveva confonderlo con coloro che si occupavano di filologia romanza, di diritto romano o di calcio, ma che con questo termine si intendeva soprattutto indicare gli appassionati di Roma sotto tutti i punti di vista vicini ai Romani della Cisterna. Dalla fusione dei Romani della Cisterna e dei Romanisti nacque nel 1938 il Gruppo dei Romanisti.

### Il Gruppo dei Romanisti nella sua prima costituzione
Nel 1939, pur non essendo ancora ufficialmente istituzionalizzato, il Gruppo contava circa una quarantina di aderenti, fra cui una sola donna (Emma Amadei) – riuniti intorno a tre personaggi che assicuravano un legame permanente: Augusto Jandolo, Giuseppe Ceccarelli (Ceccarius) ed Enrico Tadolini. La maggior parte aveva passato la cinquantina. Erano tutti italiani, in gran parte romani, ma non si escludeva a priori la presenza di stranieri, che però non si realizzerà che dopo la guerra. Le riunioni restavano settimanali ma la Cisterna non era più il ritrovo principale del Gruppo: d’estate i Romanisti s'incontravano nelle trattorie di piazza Santa Maria in Trastevere o di piazza Navona. La galleria d’antiquariato di Jandolo, al numero 53 di via Margutta, era invece un punto di riferimento permanente.
La prima grande iniziativa – e la più duratura – che distinse il Gruppo dei Romanisti da quello dei Romani della Cisterna, fu, nel 1940, la pubblicazione della Strenna dei Romanisti, che uscì con la prefazione di Bottai e avendo come redattori Augusto Jandolo, Piermattei e Ettore Veo ai quali si aggiunse Giuseppe Ceccarelli (Ceccarius).
Nei primi tre volumi della Strenna, pubblicati dal 1940 al 1943, il Gruppo accoglieva senza palesare incertezze la retorica del regime, pur essendo chiaramente cosciente che il fascismo non era altro che un momento transeunte della storia. In questo periodo due Romanisti erano membri del Gran Consiglio del Partito nazionale fascista e coloro che ricoprivano funzioni ufficiali, in particolare nel Comune di Roma, erano membri del Partito. L'elemento più caratteristico del Gruppo era tuttavia altrove. La passione per Roma si manifestava in una importante produzione di scritti dei membri, pubblicati sia in forma di articoli su diverse riviste (Capitolium - Rassegna mensile del Governatorato di Roma, Roma - Rivista di studi e cultura romana, L'Urbe) sia come monografie, i cui autori erano spesso autorevoli scrittori (Antonio Muñoz, Pier Paolo Trompeo, Ugo Ojetti, Gigi Huetter, Carlo Pietrangeli).

### Dal 1945 ad oggi
Con la scomparsa nel 1951 di Jandolo, che ne era stato il primo presidente, il gruppo prese a riunirsi nello studio dello scultore Enrico Tadolini, in via del Babuino 153 B nell'angolo di via dei Greci, sotto la presidenza di Giuseppe Ceccarelli (Ceccarius). Intorno al 1970 gli incontri mensili e le assemblee si trasferirono nel Caffè Greco per la gentile ospitalità prima della proprietaria di allora Antonietta Gubinelli Grimaldi, poi di altri componenti della famiglia Grimaldi e quindi dei successivi gestori subentrati. Le riunioni del Consiglio e quelle del Comitato di redazione si sono giovate sino al 2016 dell’ospitalità della fondazione Marco Besso in largo di Torre Argentina e successivamente dell’accoglienza della Venerabile Arciconfraternita di Santa Maria dell’Orto, dove è stato trasferito anche l'Archivio del Gruppo.
Il nuovo significato del termine Romanista, proprio dei componenti del Gruppo, si è ormai consolidato ed è presente nei principali dizionari della lingua italiana, a cominciare dal Dizionario Enciclopedico Treccani che già nel 1959 attestava al punto 3: «Cultore di studi relativi alla storia, all'urbanistica, alla letteratura dialettale, all'aneddotica e alle curiosità cittadine di Roma». Ed in questo specifico significato nella toponomastica di Roma è presente il viale dei Romanisti (zona di Torrespaccata), intorno al quale si diramano alcune vie intitolate a singoli Romanisti.
Il Gruppo si presenta sempre più come autorevole e ascoltato consesso che opera per il progresso degli studi su Roma e la loro divulgazione oltre che per la difesa dei valori storici, artistici e monumentali della Città.
Sono ben note le sue battaglie in favore delle sedi storiche degli archivi romani: in particolare l'Archivio di Stato di Roma e l'Archivio Storico Capitolino, condotte insieme ad altri importanti istituzioni, come Italia Nostra, Centro studi per la storia della città, Associazione Nazionale Archivistica Italiana.
Tre presidenti della Repubblica hanno voluto visitare il Gruppo riunito nel Caffè Greco: Francesco Cossiga, Oscar Luigi Scalfaro, Carlo Azeglio Ciampi, ricevendoli poi anche al Quirinale (Scalfaro, il 14 febbraio 1996).
Ad altre riunioni sono intervenuti Sindaci della Capitale, presidenti della Provincia di Roma e della Regione Lazio, assessori, i quali hanno ascoltato direttamente le segnalazioni relative alle necessità di salvaguardia del patrimonio culturale e delle tradizioni romane. Anche le manifestazioni del Gruppo hanno particolare rilievo nella vita della Città e vedono spesso la presenza delle massime autorità politiche e culturali.
Il Gruppo dei Romanisti è ormai un'istituzione, ben integrata nella vita intellettuale e civile romana. L’attività collettiva e individuale dei suoi membri è presente in molti settori e istituzioni culturali nazionali e locali, diffondendo la conoscenza dei valori e delle peculiarità della storia millenaria dell’Urbe e della sua civiltà, e arricchendola di nuovi contenuti.
Il motto dei Romanisti, iscritto in epigrafe nel loro Bollettino, fondato nel 1974 da Fabrizio Apollonj Ghetti, è Romanus sum: Romani nihil a me alienum puto.

## Organizzazione
Nel 1972 il Gruppo si è dotato di un primo statuto poi modificato il 5 maggio 1976; il testo dello statuto in vigore è stato approvato dall’assemblea il 13 gennaio 1993. L’Associazione non ha una sede propria ed i suoi membri -111 nel 2018- vengono cooptati mediante votazione a scrutinio segreto nel corso dell’Assemblea annuale ordinaria. La nomina è a vita. Essi tengono una riunione mensile nella sala posteriore (denominata sala Rossa) del Caffè Greco in via dei Condotti 86, Roma.
Sono organi del Gruppo l'Assemblea, il presidente, il Consiglio (di sette membri), il segretario, il tesoriere, l'Adunanza ordinaria. Le cariche sono elettive e triennali. Il Gruppo si avvale anche di commissioni di studio, nominate nelle adunanze ordinarie.
Nel sito dei Romanisti si trova l'elenco completo dei soci con i relativi profili biografici. Un altro elenco comprende i soci scomparsi.
Numerose biografie dei Romanisti sono pubblicate anche nel Dizionario biografico degli italiani.

## Presidenti
- 1929-1959 Augusto Jandolo
- 1960-1971 Giuseppe Ceccarelli (Ceccarius)
- 1972-1975 Salvatore Rebecchini
- 1976-1978 Ettore Paratore
- 1979-1982 Andrea Busiri Vici
- 1982-1985 Ettore Paratore
- 1985-1988 Cesare D’Onofrio
- 1988-1991 Manlio Barberito
- 1991-1993 Cesare D’Onofrio
- 1994-1998 Manlio Barberito
- 1998-1999 Luigi Pallottino (dec. 1999)
- 1999-2000 Umberto Mariotti Bianchi (reggente)
- 2001-2003 Umberto Mariotti Bianchi
- 2004-2006 Filippo Delpino
- 2007-2009 Umberto Mariotti Bianchi
- 2010-2012 Laura Gigli
- 2013-2015 Paola Pavan
- 2016-2018 Tommaso di Carpegna Falconieri
- 2019-2023 Donato Tamblé
- 2024-2026 Marco Ravaglioli

## Pubblicazioni
- Strenna dei Romanisti, antologia annuale di argomento romano dal 1940.
- Albo dei Romanisti, annuale.
- Bollettino dei Curatores dell'Alma Città di Roma, mensile dal 1973 al 1994, direttore Fabrizio M. Apollonj Ghetti; seconda e terza serie come Bollettino del Gruppo dei Romanisti, dal gennaio 1995 al 2007 direttore Manlio Barberito; quarta serie dal 2018, direttore Tommaso di Carpegna Falconieri.
- Il Gruppo dei Romanisti ha pubblicato inoltre una serie di monografie e la collana “I Quaderni del Gruppo dei Romanisti”.

## Romanisti di ieri
Hanno fatto parte del Gruppo personaggi illustri, appartenenti a diverse categorie fra cui:
- Il sovrano Gustavo Adolfo VI di Svezia
- Cardinali e alti prelati: Alfredo Ottaviani, Alfons Maria Stickler; Filippo Caraffa, Ennio Francia;
- Politici: Giulio Andreotti, Giuseppe Alberti, Luigi Federzoni, Salvatore Rebecchini, Rinaldo Santini, Urbano Cioccetti, Giuseppe Bottai;
- Scrittori, poeti e critici letterari: Antonio Baldini, Vittorio Clemente, Mario Dell’Arco, Giuseppe Ceccarelli (Ceccarius), Luciano Folgore, Giovanni Mosca, Silvio Negro, Ugo Ojetti, Cesare Pascarella, Carlo Alberto Salustri (Trilussa), Orio Vergani, Giorgio Vigolo;
- Giornalisti: Emma Amadei, Ettore Della Giovanna, Giovanni Gigliozzi, Livio Jannattoni, Arcangelo Paglialunga, Vittorio Ragusa, Fabrizio Sarazani, Piero Scarpa, Sandro Zapelloni;
- Musicisti: Rodolfo Caporali, Ezio Carabella, Fortunato Lay, Goffredo Petrassi, Carlo Alberto Pizzini;
- Docenti universitari: Pietro De Francisci, Rosario Assunto, Michele Coccia, Silvio D’Amico, Luigi De Nardis, Enrico Guidoni, Vittorio Emanuele Giuntella, Carlo M. Maldura, Valentino Martinelli, Ettore Paratore, Giorgio Pasquali, Carlo Pietrangeli, Giorgio Petrocchi, Pietro Paolo Trompeo, Mario Verdone, Luigi Volpicelli, Giuseppe Zander;
- Archeologi: Guglielmo Gatti, Mario Moretti, Antonio Muñoz, Carl Eric Östenberg, Massimo Pallottino, Pietro Romanelli, Roberto Vighi;
- Architetti: Andrea Clemente Busiri Vici, Michele Busiri Vici, Bruno M. Apollonj Ghetti, Fabrizio M. Apollonj Ghetti, Vittorio Morpurgo, Marcello Piacentini, Scipione Tadolini;
- Dirigenti di biblioteche e archivi: Giulio Battelli, Leonard Boyle, Luigi De Gregori, Niccolò Del Re, Luigi Guasco, Wolfgang Lotz, Armando Lodolini; Ugo Pecchiai, Luigi Pirotta, Emilio Re, Gaetanina Scano, Leopoldo Sandri.
- Magistrati e giuristi: Luigi Pallottino, Cesare Pascarella jr.;
- Avvocati: Domenico D'Amico, Cesare D'Angelantonio, Umberto Mariotti Bianchi;
- Artisti: Mario Barberis, Carlo Fontana, Gemma Hartmann, Corrado Mezzana, Carlo Alberto Petrucci, Orfeo Tamburi, Enrico Tadolini;
- Storici dell'arte: Ennio Francia, Giuliano Briganti, Vincenzo Golzio, Richard Krautheimer, Guglielmo Matthiae, Bruno Molajoli, Federico Zeri;
- Attori: Gianni Bonagura, Checco Durante, Aldo Fabrizi, Fiorenzo Fiorentini, Ettore Petrolini;
- Intellettuali: Carlo Belli, Ferdinand Boyer, Jorgen Birkendal Hartmann, Ettore Lapadula, Egmont Lee, Basilio Lemmermann, Renato Lefevre, Oreste Ferrari;
- Aristocratici: Urbano Barberini, Carlo Cardelli, Felice Guglielmi, Giovanni Incisa della Rocchetta, Leone Massimo, Francesco Ruspoli, Giulio Sacchetti, Giovanni Serlupi Crescenzi;

## Premi

### Premio Daria Borghese
Premio posto statutariamente sotto gli auspici del Gruppo dei Romanisti ed istituito per onorare la memoria di donna Daria Borghese Olsoufieff. Viene conferito annualmente da apposita giuria presieduta dal Presidente del Gruppo ad un autore non italiano di opere di argomento romano pubblicate nell’anno in corso o nei tre anni precedenti. Può inoltre essere assegnato ad un autore non italiano per il complesso della sua opera o ad un editore non italiano per l’insieme delle pubblicazioni dedicate a Roma.

### Premio Livio Borghese
Premio posto statutariamente sotto gli auspici del Gruppo dei Romanisti ed istituito per onorare la memoria di don Livio Giuseppe Borghese. Viene conferito annualmente a persona o ente italiani, ai quali sia riconosciuto il merito di avere, nell’anno in corso o nei tre precedenti, pubblicato o comunque realizzato, sul piano culturale o artistico, opere o iniziative di particolare rilievo aventi Roma per oggetto. Il Premio può anche essere assegnato ad un autore o ad un ente per il complesso delle opere o delle attività o a un editore per il complesso delle pubblicazioni, sempre dedicate a Roma.

## Galleria d'immagini

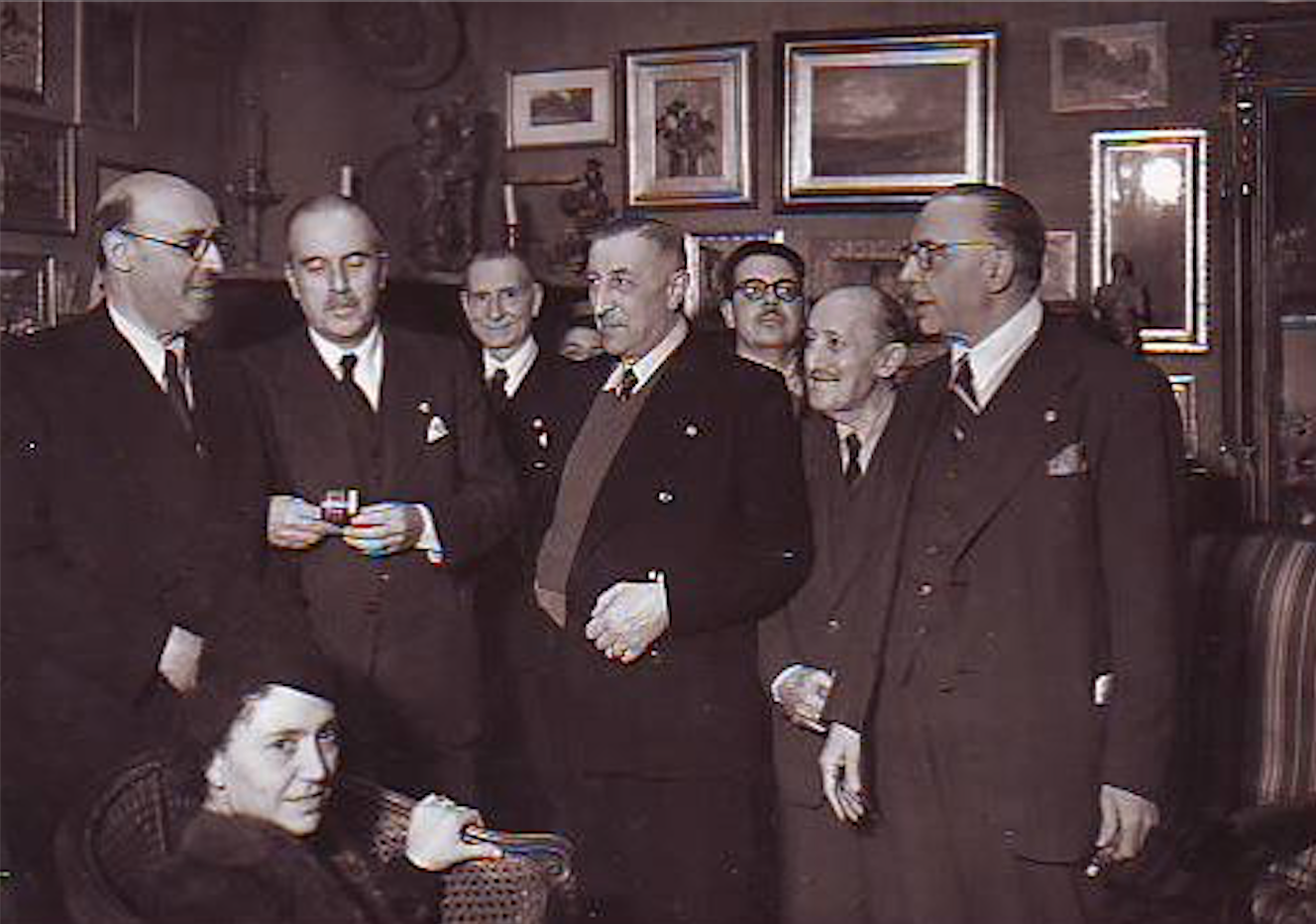
Romanisti - 1940
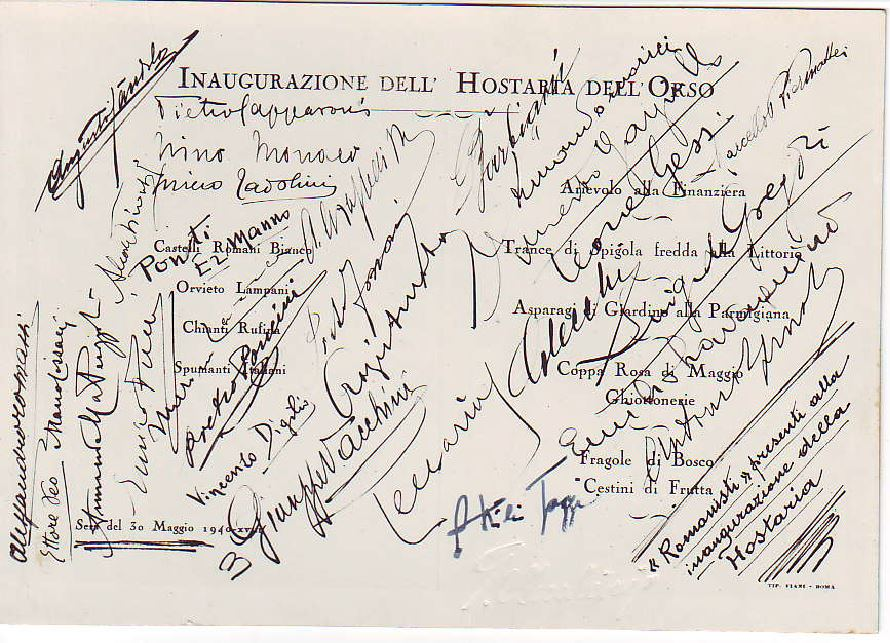
Firme dei Romanisti all’inaugurazione dell’Hosteria dell’Orso – 30 maggio 1940
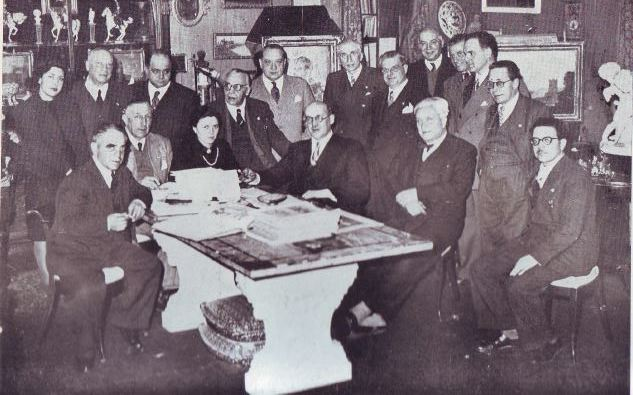
Romanisti
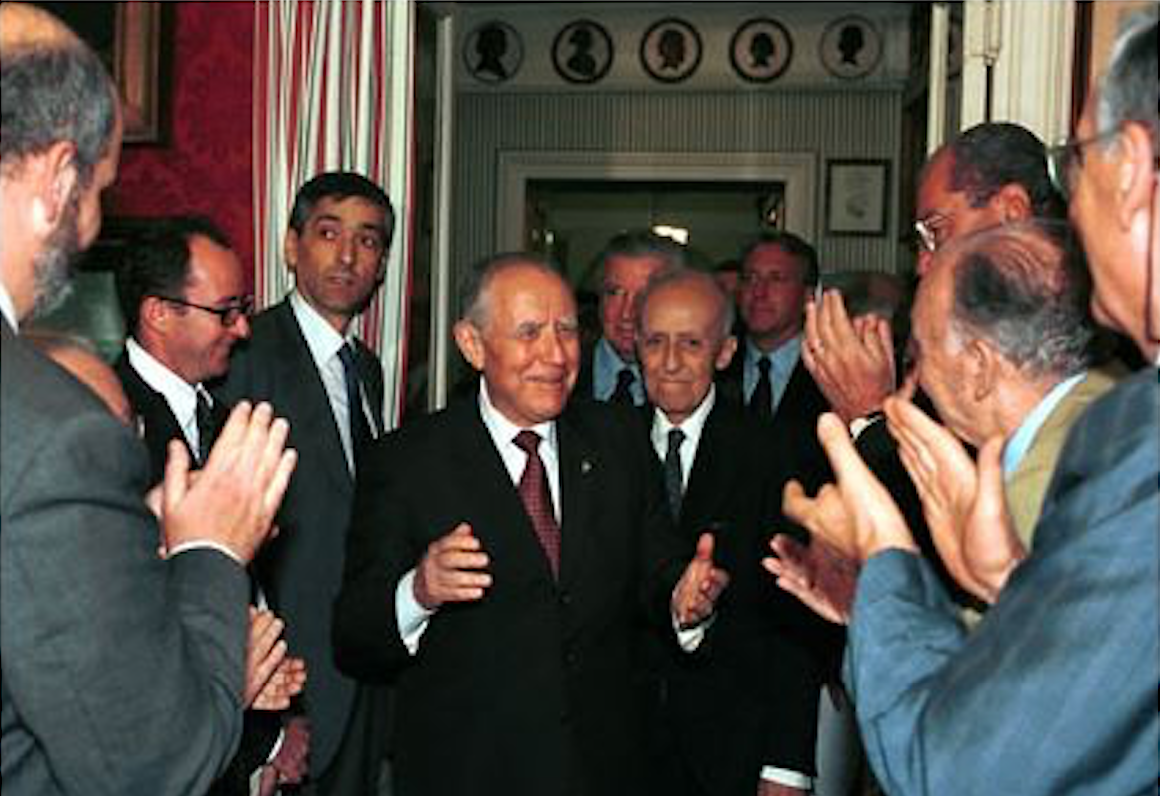
Il Presidente Ciampi e i Romanisti
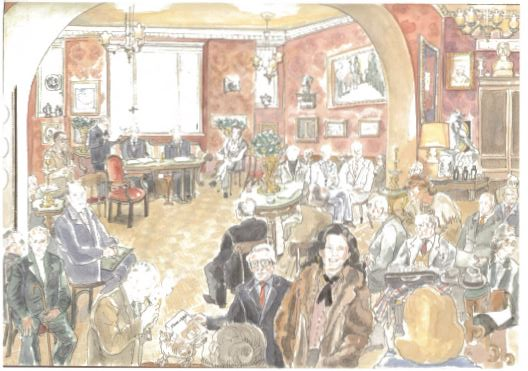
Gemma Hartman - Romanisti Caffè Greco - 1986